# Unai Yus
Unai Emilio Yus Querejeta (Vitoria-Gastéiz, 13 februari 1974) is een Spaans voormalig wielrenner die ook actief was in het veldrijden. Van 1999 tot 2005 was hij beroepsrenner.

## Belangrijkste overwinningen
2001
Porto-Lissabon
12e etappe Ronde van Portugal
2004
1e etappe Ronde van Hessen
2005
 Spaans kampioen veldrijden, Elite
2007
Cyclocross van Valencia
2008
Cyclocross van Guernica

## Resultaten in voornaamste wedstrijden op de weg
| Jaar | Ronde van Italië | Ronde van Frankrijk | Ronde van Spanje |
| ---- | ---------------- | ------------------- | ---------------- |
| 2004 |                  |                     |                  |
| 2005 |                  |                     | buiten tijd      |

| Jaar | Parijs-Roubaix | Parijs-Brussel |  | Wereldranglijsten |
| ---- | -------------- | -------------- |  | ----------------- |
| 2004 | 78e            | 19e            |  |                   |
| 2005 | 62e            |                |  | 136e (UPT)        |